# Alberto Guani
Alberto Guani, né en 1877 et mort en 1956, est un juriste, diplomate et homme politique uruguayen. Il est président de l'Assemblée générale de la Société des Nations entre 1927 et 1928 et vice-président de l'Uruguay entre 1944 et 1947.
Il est ambassadeur en Autriche-Hongrie et en Suisse en 1911, en Belgique et aux Pays-Bas en 1913, en France entre 1925 et 1926 et au Royaume-Uni entre 1936 et 1938.
Il est membre du Parti Colorado et ministre des Affaires étrangères entre 1938 et 1943. Il devient vice-président après les élections présidentielles uruguayennes de 1942, où il est second sur un ticket avec Juan José de Amézaga. Il meurt en 1956 à Montévidéo.

## Source
- (en) Cet article est partiellement ou en totalité issu de l’article de Wikipédia en anglais intitulé « Alberto Guani » (voir la liste des auteurs).